# Arturo Arango
Arturo Arango Arias (Manzanillo, Cuba, 4 de marzo de 1955) es un narrador, ensayista y guionista cubano.

## Vida
Se graduó en la Escuela de Letras y de Artes de la Universidad de La Habana. Trabajó durante varios años en la revista Casa de las Américas, publicación que dirigió entre 1989 y 1991. De 1996 a 2022 fue Subdirector Editorial de la revista La Gaceta de Cuba. Fue Jefe Titular de la Cátedra de Guion en la  Escuela Internacional de Cine y Televisión de San Antonio de los Baños, Cuba, de 2006 a 2016. Allí también creó en 2014 y dirigió, hasta 2021, la Maestría en Escritura Creativa Audiovisual. Ha sido profesor invitado del Departamento de Imagen y Sonido de la Universidad de Guadalajara, de 2005 a la fecha, y del Centro de Capacitación Cinematográfica de México, de 2010 a 2014, así como consultante del Taller Plume et Pellicule de la asociación Dreamago (Suiza), de 2008 a la fecha.
En 2008 fundó el Taller Latinoamericano de Guiones, como parte del Sector Industria del Festival Internacional del Nuevo Cine Latinoamericano de La Habana, y fue su director hasta 2015.
Autor de la columna "Entre comillas", que apareció en la revista digital OnCuba de 2015 a 2017. En 2017, junto a Xenia Rivery, Nuri Duarte y Alán González, creó el colectivo Viceversa, para la escritura, reescritura y análisis de guiones audiovisuales. También, con el escritor y guionista Senel Paz y la productora Lía Rodríguez, creó el taller de guiones 6g-Habana, cuya primera edición se realizó en diciembre de 2019.
Es miembro de número de la Academia Cubana de la Lengua desde octubre de 2023.

## Novelas
- Una lección de anatomía (La Habana: Letras Cubanas, 1998).
- El libro de la realidad (Barcelona: Tusquets Editores, 2001).[1]
- Muerte de nadie (Santo Domingo: Casa de Teatro, 2004; Barcelona: Tusquets Editores, 2004).[2][3]
- No me preguntes cuándo (Matanzas: Matanzas, 2018)
- Límites y escombros/ (Madrid: Verbum, 2023).

## Libros de cuentos
- La vida es una semana (La Habana: Unión, 1989).
- La Habana elegante (La Habana: Unión, 1995; Roma: Fazi, 2000).[4]
- ¿Quieres vivir otra vez? (Ciudad de México: UNAM, 1997).
- Segundas vidas (La Habana: Unión, 2005).
- Vimos arder un árbol (Oaxaca: Surplus Ediciones, 2012).[5][6][7]

## Relatos
- En la hoja de un árbol (Matanzas: Vigía, 1994).
- El Cuerno de la Abundancia (Santiago de Cuba: Oriente, 2012).
- La hoja y el cuerno (La Habana: ICAIC, 2020).[8]

## Ensayos
- Reincidencias (La Habana: abril, 1989).
- Segundas reincidencias (Santa Clara: Capiro, 2002).[9]
- Terceras reincidencias. La Historia por los cuernos (La Habana: Unión, 2013).[10]
- En los márgenes. Acercamientos a la poesía cubana (Matanzas: Matanzas, 2015).[11]

## Teatro
- El viaje termina en Elsinor (La Habana: Alarcos, 2010).

## Crónicas
- Paso de prisa (Manzanillo: Orto, 2016).[12]

## Guiones de cine
- Lista de espera (argumento, guion en colaboración con Juan Carlos Tabío, 2000).
- Aunque estés lejos (guion en colaboración con Juan Carlos Tabío, 2003).
- El cuerno de la abundancia (argumento, guion en colaboración con Juan Carlos Tabío, 2003).
- Café amargo (guion en colaboración con Xenia Rivery, 2015).
- Marioneta (argumento, guion en colaboración con Álvaro Curiel de Icaza, 2019).
- Perejil (argumento y guion como colectivo Viceversa, en colaboración con José María Cabral y Joaquín Octavio González, 2022).[13]
- Tíguere (argumento y guion como colectivo Viceversa, en colaboración con José María Cabral, 2023).

## Scriptdoctor
- Los años azules, de Sofía Gómez Córdova, México, 2017.
- Juanita, de Leticia Tonos, República Dominicana, 2018.
- El proyeccionista, de José María Cabral, República Dominicana, 2019. (Con colectivo Viceversa)
- Mis 500 locos, de Leticia Tonos, República Dominicana, 2019. (Con colectivo Viceversa.)
- Hotel Coppelia, de José María Cabral, República Dominicana, 2019. (Con colectivo Viceversa.)[14]
- Carta blanca, de Pedro Urrutia, República Dominicana, 2021. (Con colectivo Viceversa).
- Jupía, de José Gómez de Vargas, República Dominicana, 2022. (Con colectivo Viceversa.)
- Aire,https://www.filmaffinity.com/es/film976197.html de Leticia Tonos, República Dominicana, 2023. (Con colectivo Viceversa.)https://www.diariolibre.com/revista/cine/2024/10/02/pelicula-aire-representara-a-rd-en-premios-oscar/2868088 https://acento.com.do/cine/aire-un-viaje-innovador-en-la-ciencia-ficcion-dominicana-9360278.html